# Herman Talmadge
Herman Talmadge (McRae, 1913. augusztus 9. – Hampton, 2002. március 21.) az Amerikai Egyesült Államok szenátora (Georgia, 1957–1981).